# Beisong
Beisong (kinesiska: 北宋镇, 北宋) är en köping i Kina. Den ligger i provinsen Shandong, i den östra delen av landet, omkring 140 kilometer nordost om provinshuvudstaden Jinan. Antalet invånare är 34 309. Befolkningen består av 17 118 kvinnor och 17 191 män. Barn under 15 år utgör 15,0 %, vuxna 15-64 år 73 %, och äldre över 65 år 11,0 %.
Genomsnittlig årsnederbörd är 698 millimeter. Den regnigaste månaden är juli, med i genomsnitt 278 mm nederbörd, och den torraste är januari, med 7 mm nederbörd.